# قهرمانی استقامتی جهان ۲۰۱۲
مسابقات قهرمانی استقامتی جهان ۲۰۱۲ فصل افتتاحیه مسابقات جهانی استقامتی بود. این مسابقات توسط فدراسیون بین‌المللی اتومبیل‌رانی (FIA) و باشگاه اتومبیل‌رانی غرب (ACO) سازماندهی و برگزار شد. این مسابقات جایگزین جام بین قاره‌ای لمانز سابق شد که توسط باشگاه اتومبیل‌رانی غرب از سال ۲۰۱۰ تا ۲۰۱۱ برگزار می‌شد. این مسابقات برای خودروهای لمانز پروتوتایپ و اتومبیل‌های مسابقه‌ای مبتنی بر خودروی جی‌تی که چهار دسته مختلف قرار می‌گرفتند برگزار می‌شد.

## تقویم

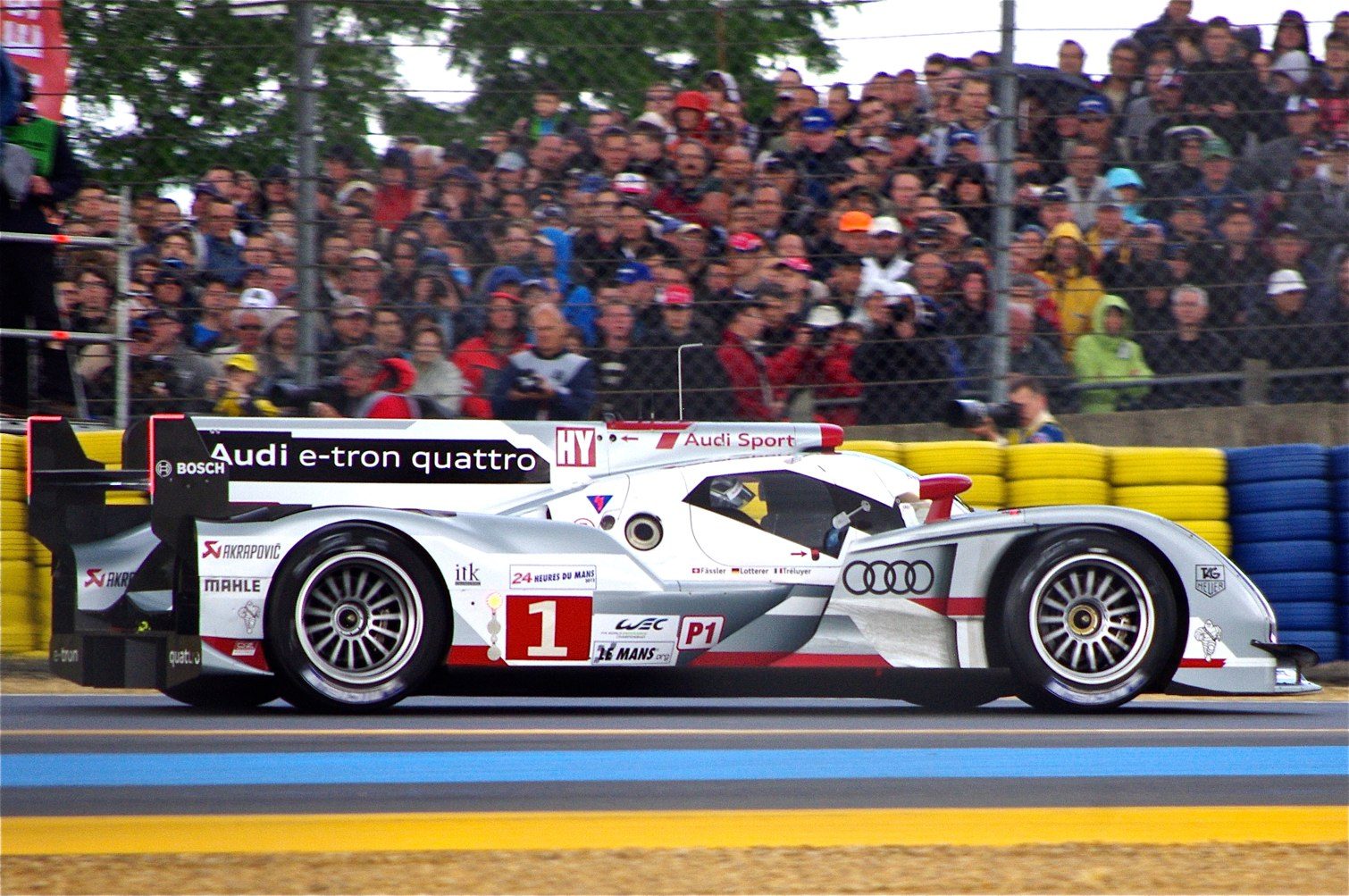
آئودی با خودرو آئودی آر۱۸ برنده پنج مسابقه از هشت مسابقه فصل شد.

| راند    | مسابقه                 | پیست                   | مکان            | تاریخ        |
| ------- | ---------------------- | ---------------------- | --------------- | ------------ |
| 1       | ۱۲ ساعت سیبرینگ        | پیست بین‌المللی سیبرینگ | سبرینگ، فلوریدا | 17 March     |
| 2       | ۶ ساعت اسپا-فرانکورشان | پیست اسپا-فرانکورشان   | Stavelot        | 5 May        |
| 3       | ۲۴ ساعت لمانز          | پیست د لا سارت         | لمان            | 16–17 June   |
| 4       | ۶ ساعت سیلورستون       | پیست سیلورستون         | سیلورستون       | 26 August    |
| 5       | ۶ ساعت سائوپائولو      | پیست ژوزه کارلوس پیس   | سائوپائولو      | 15 September |
| 6       | ساعت بحرین             | پیست بین‌المللی بحرین   | صخیر            | 29 September |
| 7       | ۶ ساعت فوجی            | فوجی اسپیدوی           | Oyama, Shizuoka | 14 October   |
| 8       | ۶ ساعت شانگهای         | پیست بین‌المللی شانگهای | شانگهای         | 28 October   |
| Source: |                        |                        |                 |              |